# Eccidio di Bergiola Foscalina
L'eccidio di Bergiola Foscalina fu un crimine contro l'umanità avvenuto il 16 settembre 1944 nella frazione carrarese di Bergiola Foscalina e nella quale trovarono la morte 72 civili, quasi tutti donne, ragazzi e bambini.
I responsabili furono alcuni soldati tedeschi del reparto esplorante corazzato della 16. SS-Panzergrenadier-Division "Reichsführer-SS" fiancheggiati dai fascisti della XL Brigata Nera di Apuania.

## Gli avvenimenti

La riesumazione dei cadaveri alla fine della guerra

Il 16 settembre 1944 alle ore 14, appena fuori di Carrara, in località La Foce, presso il valico omonimo, un soldato tedesco viene ucciso da una fucilata che si ritiene sia partita dal paese sovrastante di Bergiola Foscalina.
Nella zona sono operanti, tra gli altri, soldati tedeschi appartenenti alla 16. SS-Panzergrenadier-Division "Reichsführer-SS" e in particolare il 16º reparto esplorante corazzato (SS-Panzer-Aufklärungs-Abteilung 16) comandato dal maggiore (SS-Sturmbannführer) Walter Reder.
Alle ore 16 dello stesso giorno ha inizio la rappresaglia dei tedeschi che a bordo di alcune autoblindo entrano nel paese di Bergiola dove trovano solo donne, bambini e anziani. Gli uomini, alcuni già da giorni, hanno lasciato il paese per rifugiarsi nella zona circostante a seguito delle notizie ricevute sull'operato dei tedeschi, altri sono fuggiti vedendo salire i soldati verso il paese.
Il maresciallo della Guardia di Finanza Vincenzo Giudice viene a sapere quello che sta per accadere e si offre, per salvare loro la vita, di sostituire gli ostaggi civili, non sapendo che tra questi vi erano anche la moglie e la figlia. L'ufficiale nazista rifiuta il cambio sostenendo che le leggi di guerra impediscono di accettare una tale proposta proveniente da un militare. Vincenzo Giudice si spoglia della casacca della divisa e insiste nel chiedere lo scambio presentandosi come ostaggio civile: viene allora ucciso senza che questo fermi l'imminente massacro dove le vittime subirono anche il vilipendio dei cadaveri.
I tedeschi, coadiuvati dai militi della 40ª Brigata Nera di Carrara, rastrellano gli abitanti del paese chiudendone una trentina di questi nella scuola elementare alla quale danno fuoco con i lanciafiamme alimentando l'incendio con latte di benzina e catrame.
La stessa sorte viene riservata ad altri paesani che feriti e rinchiusi nella loro case vengono bruciati vivi.
Le notizie di quello che sta accadendo a Bergiola arrivano ai partigiani della zona che si dirigono a Bergiola per difendere la popolazione ma arrivano quando ormai è tutto finito e i nazifascisti hanno lasciato il paese da meno di un'ora. Non rimarrà loro altro compito che spegnere gli incendi, soccorrere i sopravvissuti e contare i morti: 72 vittime, di cui 43 donne, 14 bambini e 15 adolescenti tra i quali anche la moglie e i figli del maresciallo Vincenzo Giudice.
Quello stesso giorno, a pochi chilometri di distanza, altri reparti della stessa divisione Waffen-SS portavano a compimento la strage delle Fosse del Frigido.

## Vittime
Furono uccisi a Bergiola Foscalina il 16 settembre 1944:
- Attuoni Angelo di anni 8 (28.09.1935)
- Attuoni Arnaldo di anni 11 (28.09.1932)
- Attuoni Giuseppa di anni 15 (5.2.1929)
- Bianchi Italia di anni 61 (9.7.1883)
- Bianchi Versilia di anni 25 (23.5.1919)
- Buongiorni Luigi di anni 63 (13.8.1881)
- Cappè Albina di anni 53 (30.5.1891)
- Cappè Andrea di anni 6 (12.9.1938)
- Cappè Angelo di anni 75 (3.6.1869)
- Cappè Bruna di mesi 7 (15.2.1944)
- Cappè Elisa di anni 10 (24.6.1934)
- Cappè Gino di anni 7 (16.5.1937)
- Cappè Gino di anni 21 (6.3.1923)
- Cappè Renato di anni 7 (21.5.1937)
- Del Frate Andreina di anni 9 (30.1.1935)
- Del Frate Sandro di anni 12 (24.1.1932)
- Dell’Amico Adamo di anni 70 (11.7.1874)
- Dell’Amico Agnese di anni 29 (26.2.1915)
- Dell’Amico Alberto di anni 12 (4.2.1932)
- Dell’Amico Amantina di anni 59 (25.7.1885)
- Dell’Amico Angelo (data di nascita non specificata)
- Dell’Amico Angelo di anni 76 (24.5.1868)
- Dell’Amico Anselmo di anni 41 (8.8.1903)
- Dell’Amico Argene di anni 38 (24.3.1906)
- Dell’Amico Arturo di anni 75 (3.10.1868)
- Dell’Amico Caterina di anni 33 (20.10.1910)
- Dell’amico Angela di anni 54 (4.4.1890)
- Dell’Amico Domenico di anni 64(1.10.1879)
- Dell’Amico Erminietta di anni 28 (3.11.1915)
- Dell’Amico Ernesta di anni 55 (26.4.1889)
- Dell’Amico Evelina di anni 66 (27.11.1877)
- Dell’Amico Filomena di anni 37 (5.10.1906)
- Dell’amico Franca di anni 3 (1.4.1941)
- Dell’Amico Genesio di anni 76 (26.8.1868)
- Dell’amico Gina di anni 9 (15.7.1938)
- Dell’Amico Gina di anni 24 (12.5.1920)
- Dell’Amico Ida di anni 48 (6.12.1895)
- Dell’Amico Lucia di anni 8 (17.1.1936)
- Dell’Amico Mafalda di anni 28 (30.9.1915)
- Dell’Amico Maria di mesi 6 (4.3.1944)
- Dell’Amico Mauro di anni 20 (17.2.1924)
- Dell’Amico Renata di anni 25 (2.1.1919)
- Dell’Amico Rosaria di anni 33 (9.11.1910)
- Dell’Amico Sergio di anni 14 (22.12.1929)
- Dell’Amico Virginia di anni 61 (23.9.1882)
- Dell’Ertola Mario di anni 35(15.8.1909)
- Dinelli Angelo di anni 13 (2.9.1931)
- Dinelli Ernestina  di anni 15 (1.12.1928)
- Domenichini Marzio di anni 3 (12.8.1940)
- Gambaccini Margherita di anni 55 (18.6.1889)
- Giannelli Costanza di anni 30 (6.3.1914)
- Giannelli Pietro di anni 35 (3.7.1909)
- Giudice Anna Maria di anni 17 (24.5.1927)
- Giudice Marcello di anni 16 (5.9.1928)
- Giudice Vincenzo di anni 53 (24.3.1891)
- Lombardini Bruno di anni 8 (18.3.1936)
- Mandici Olga di anni 33 (5.5.1911)
- Menchini Andrea di anni 17 (4.10.1926)
- Menconi Valerio di anni 14 (26.6.1930)
- Morelli Bice di anni 26 (23.11.1917)
- Morelli Marsilia di anni 8 (22.4.1936)
- Morelli Renato di anni 2 (12.2.1942)
- Nardi Gioconda di anni 49 (25.4.1895)
- Orioli Ermelinda di anni 45 (17.8.1899)
- Pavoli Ariella di anni 23 (8.5.1921)
- Pavoli Edda di anni 11 (27.8.1933)
- Pavoli Olimpia di anni 35 (20.9.1908)
- Ricci Adele di anni 61 (30.5.1883)
- Unetti Minerva di anni 49 (8.11.1894)
- Donna non identificata
- Donna non identificata
- Bambina non identificata

## Monumenti ed omaggi

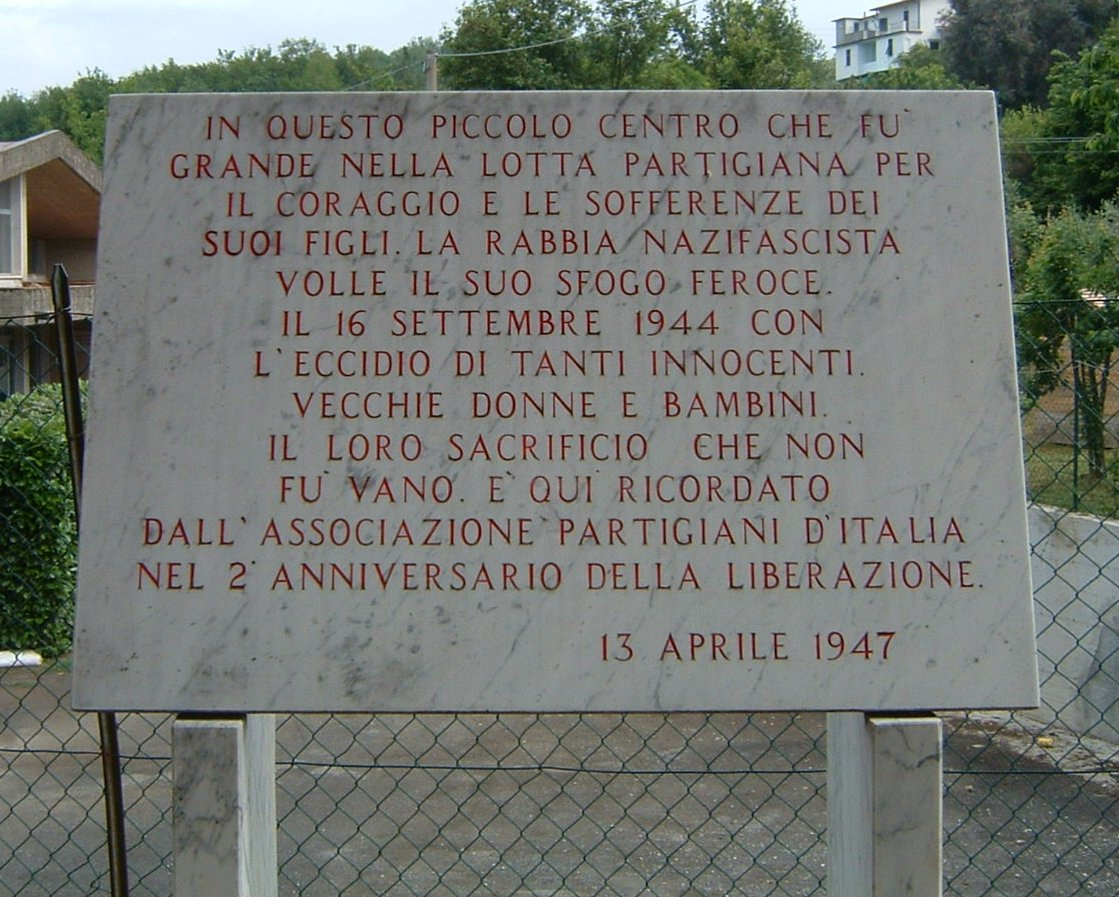
Lapide in ricordo dell'eccidio presso la scuola elementare.

Presso la scuola di Bergiola Foscalina tre differenti lapidi ricordano il massacro ed il sacrificio del maresciallo Giudice. Nel 2004 è stato realizzato a Bergiola Foscalina un monumento di marmo in ricordo delle vittime.
Il maresciallo Giudice è stato insignito della medaglia d'oro al valor militare alla Memoria per il suo sacrificio. Il comune di Carrara, teatro di questo eccidio, è stato insignito della Medaglia d'oro al merito civile. La provincia di Massa-Carrara, ove si sono verificate sanguinose stragi nazi-fasciste, è stata premiata con la medaglia d'oro al Valor Militare. Nel 2019 è stato annunciato il recupero della scuola elementare di Bergiola Foscalina come spazio espositivo. Nella notte tra il dieci e l'undici Settembre 2024, 10 testimonianze, stampate su forex e incorniciate successivamente su marmo, "sono apparse" per le strade del paese. 